# Bakadjițite
Bakadjițite este o arie protejată (arie specială de conservare — SAC, sit de importanță comunitară — SCI) din Bulgaria întinsă pe o suprafață de 4.501,34 ha, integral pe uscat.

## Localizare
Centrul sitului Bakadjițite este situat la coordonatele 42°26′18″N 26°43′11″E / 42.4382°N 26.7197°E.

## Înființare
Situl Bakadjițite a fost declarat sit de importanță comunitară în martie 2007 pentru a proteja 14 specii de animale. Situl a fost protejat și ca arie specială de conservare în martie 2021.

## Biodiversitate
Situată în ecoregiunea continentală, aria protejată conține 5 habitate naturale: Pajiști uscate din regiunea submediteraneeană estică (Scorzoneratalia villosae), Roci stâncoase cu vegetație pionieră de Sedo-Scleranthion sau Sedo albi-Veronicion dillenii, Păduri de stejar alb estice, Păduri panonice-balcanice de stejar turcesc - stejar sesil, Păduri de tei argintiu moezice.
La baza desemnării sitului se află mai multe specii protejate:
- amfibieni (2): buhai de baltă cu burta roșie (Bombina bombina), Triturus karelinii
- mamifere (4): liliac cu urechi de șoarece (Myotis blythii), liliac comun (Myotis myotis), popândău (Spermophilus citellus), dihor pătat (Vormela peregusna)
- nevertebrate (4): croitorul mare al stejarului (Cerambyx cerdo), Euplagia quadripunctaria, rădașcă (Lucanus cervus), croitorul cenușiu al stejarului (Morimus funereus)
- reptile (4): Elaphe sauromates, țestoasa de baltă (Emys orbicularis), Testudo graeca, țestoasă bănățeană (Testudo hermanni)

Pe lângă speciile protejate, pe teritoriul sitului au mai fost identificate 3 specii de plante, 3 specii de amfibieni, 12 specii de mamifere, 2 specii de nevertebrate, 9 specii de reptile.